# Karsten Huck
Karsten Wolf-Dieter Manfred Huck (Wohltorf, 13 de noviembre de 1945) es un jinete de la RFA que compitió en la modalidad de salto ecuestre.
Participó en los Juegos Olímpicos de Seúl 1988, obteniendo una medalla de bronce en la prueba individual. Ganó una medalla de plata en el Campeonato Mundial de Saltos Ecuestres de 1990.

## Palmarés internacional
| Juegos Olímpicos   | Juegos Olímpicos     | Juegos Olímpicos  | Juegos Olímpicos |
| Año                | Lugar                | Medalla           | Categoría        |
| ------------------ | -------------------- | ----------------- | ---------------- |
| 1988               | Seúl (Corea del Sur) | Medalla de bronce | Individual       |
| Campeonato Mundial |                      |                   |                  |
| Año                | Lugar                | Medalla           | Categoría        |
| 1990               | Estocolmo (Suecia)   | Medalla de plata  | Por equipos      |